# Cantho Catfish
Cantho Catfish (tiếng Việt: Cá ba sa Cần Thơ) là một câu lạc bộ bóng rổ chuyên nghiệp có trụ sở tại thành phố Cần Thơ, Việt Nam. Đội hiện đang chơi ở Giải bóng rổ chuyên nghiệp Việt Nam.

## Đội
Danh sách cầu thủ

## Kết quả mùa giải
| Mùa giải | Huấn luyện viên | Mùa thông thường | Mùa thông thường | Mùa thông thường | Mùa thông thường | Vòng chung kết | Vòng chung kết | Vòng chung kết | Vòng chung kết                  |
| Mùa giải | Huấn luyện viên | Thắng            | thua             | % thắng          | Kết thúc         | Thắng          | Thua           | % thắng        | Kết quả                         |
| -------- | --------------- | ---------------- | ---------------- | ---------------- | ---------------- | -------------- | -------------- | -------------- | ------------------------------- |
| 2016     | David Singleton | 5                | 11               | .313             | 4                | 0              | 1              | .000           | Wildcard                        |
| 2017     | Kevin Yurkus    | 9                | 6                | .600             | 3                | 4              | 3              | .571           | Chung Kết                       |
| 2018     | Kevin Yurkus    | 13               | 2                | .867             | 1                | 5              | 0              | .1000          | Vô Địch                         |
| 2019     | Jordan Collins  | 9                | 6                | .600             | 1                | 4              | 4              | .500           | Chung Kết                       |
| 2020     | Jordan Collins  | 6                | 6                | .500             | 4                | 0              | 2              | .000           | Bán Kết                         |
| 2021     | Martin Knezevic | 2                | 7                | .222             | 7                | 0              | 0              | .000           | Mùa giải bị rút gọn do COVID-19 |
| Tổng     | Tổng            | 44               | 38               | .537             |                  | 13             | 10             | .565           | 1 lần vô địch                   |

## Thành tích
Giải  bóng rổ  Việt Nam/Giải bóng rổ chuyên nghiệp Việt Nam
-  Vô địch (1): 2018
-  Hạng 3 (1): 2017